# قاووت
 قاووت، قاویت، قوتو، قووَت، قوَد، قُویت، قُبیت یا قُوت از تنقلات مناطق مختلف ایران و دیگر کشورهای غرب آسیا است. این پودر خوراکی که در واقع باید آن را نوعی شیرینی به حساب آورد، با ترکیب مواد مختلف در انواع مختلفی تولید می‌شود و طعم‌های متفاوتی دارد. در انواع مختلف آن از موادی همچون نخود، نارگیل، شکر، پسته و بسیاری از موارد دیگر استفاده می‌شود.
یکی از سوغاتی‌های اصلی استان کرمان است و انواع مختلفی دارد.
مخصوصاً در شهرستان کرمان بازار قوتو وجود دارد و انواع آن تولید می‌شود و به فروش می‌رسد.

## حوزه رواج
یکی از معروف‌ترین و کامل‌ترین انواع قاووت  
در استان کرمان تولید می‌شود که بدان در زبان محلی کرمان قووِتو گفته می‌شود. قووتو قهوه‌ای رنگ است و معمولاً شامل قهوه، تخم خرفه، خشخاش، جو، بذر کتان، گشنیز، روپاس، سیاه‌دانه، جدوا، هل باد یا هل سیاه، هل رسمی یا هل سبز، موردانه، کنجد، بذر کاهو و تخم آفتابگردان است. ابتدا مواد را تمیز کرده سپس برخی از آنها با آب شسته تا خاک و سنگ آن تمیز گردد (سنگشور) و پس از خشک شدن جداگانه برشته کرده و سپس تمام مواد را با شکر مخلوط کرده و آسیاب می‌کنند.

## نام
قاووت در مناطق مختلف ایران و غرب آسیا به نام‌های مختلفی خوانده می‌شود. در لهجه کرمانی به قاووت، قُووِتو و در بعضی از لهجه‌های دیگر قُوَّتو، قُویت یا قُبیت گفته می‌شود. در لهجهٔ همدانی به آن قُوْت می‌گویند. در سنندج و کردی سورانی همان قاووت در کرمانشاه و زبان کردی جنوبی که در این منطقه تکلم می‌شود، گویش چهاردولی و در میان مردم لر و مردم لک به آن قاویت می‌گویند.اما طبق لغتنامه دهخدا این کلمه ریشه ترکی دارد.

## روش پخت در لرستان
برای پخت قاویت ابتدا گندم را در شیر، نمک و مقداری زردچوبه می‌خوابانند و سپس خشک می‌کنند. گندم آماده شده را گندم شیر می‌گویند. پس از خشک شدن گندم آن را به کمک ساج برشته می‌کنند که در این مرحله به آن گندم برشته می‌گویند. پس از این مرحله گندم‌های برشته شده را به وسیله آسیاب دستی خرد کرده و با مقداری پودر قند، مغز گردو و مویز مخلوط می‌کنند.در لرستان قاووت را به عنوان پیش ماده تولید یک ماده خوراکی خوشمزه به نام «جوجوش» به کار می‌برند. جوجوش را خانواده عروس با روغن لری (دان) پخت و بین اقوام پخش می‌کنند. همچنین از جوجوش به هنگام زایش فرزندان نیز استفاده می‌شود.

## خواص
با توجه به ترکیبات موجود در قاووت، این سوغات مغذی شیرین می‌تواند منبع خوب اسیدهای چرب غیراشباع و ترکیبات ضداکساینده باشد. در سال‌های اخیر به دلیل وجود ترکیبات مغذی شامل استرول‌ها، ویتامین‌ها، مواد معدنی، اسیدهای چرب، ترکیبات فنولیک و … در بخش‌های مختلف گیاهان دارویی و مغزی‌ها و تأثیرات مفید آن‌ها بر عملکرد قلب و عروق بدن، به خصوص در افراد با ریسک بالای بیماری‌های قلبی، توجه ویژه‌ای به مصرف این گونه مواد غذایی معطوف شده‌است. ترکیبات پلی فنولی گروه بزرگی از مواد طبیعی گیاهی می‌باشند که معمولاً در میوه‌ها، سبزی‌ها، برگ‌ها، آجیل‌ها، دانه‌ها، ریشه و سایر قسمتهای گیاه دیده می‌شوند. ترکیبات فنولی با داشتن خاصیت ضداکسایشی و ضدرادیکالی می‌توانند نقش مهمی در حفظ کیفیت مواد غذایی و سلامتی انسان ایفا نمایند.
در حال حاضر قاووت به خاطر اجزاء تشکیل دهندهٔ آن با طیف وسیعی از اثرات درمانی به فروش می‌رسد که به نظر می‌رسد چنین خواصی جهت تأیید نیاز به مبانی معتبر علمی دارند. نتایج به دست آمده در پژوهشی نشان داد که نمونه‌های قاووت با داشتن مقادیر قابل توجهی ترکیبات فنولی دارای پتانسیل ضداکسایشی مطلوبی می‌باشند که می‌تواند به عنوان منبع مناسب ترکیبات ضداکسایشی مورد استفاده قرار گیرد.

## استفاده
به‌طور کلی قاووت از گروه تنقلات است هم می‌توان آن را به صورت تنها مصرف کرد و هم همراه افزودنی‌های دیگر و در استان کرمان مرسوم است هنگام زایمان خانم‌های باردار از مهمان‌ها با قاووت پذیرایی کنند. بسیاری از اهالی استان کرمان و بسیاری از شهرهای این استان از جمله سیرجان، بردسیر و بافت، معمولاً روزانه چند قاشق از قووتو را مصرف می‌کنند. برخی نیز آن را در آب جوش می‌ریزند و استفاده می‌کنند. گرچه می‌توان آن را با شیر یا چایی نیز مصرف کرد. معمولاً رسم است هنگامی که خانمی زایمان می‌کند به او قووتو می‌دهند و از میهمانانش نیز با قووتو پذیرایی می‌کنند. در همدان با شیره انگور استفاده می‌شود.

## استفادهٔ آئینی در آذربایجان
در برخی نواحی آذربایجان در فصل زمستان مراسمی به نام خدیر نبی توسط زنان انجام می‌شود که در آن قاووت به عنوان نماد باروری و رونق تولید و به نام خضر پیامبر تبرّک می‌شود.